# Världsmästerskapen i freestyle och snowboard 2025
Världsmästerskapen i freestyle och snowboard 2025 hölls mellan den 18 och 30 mars 2025 i i Engadin i Schewiz.

## Freestyle

### Herrar
| Gren                | Guld                               | Guld                      | Silver                    | Silver                   | Brons                    | Brons                    |
| Skicross            | Ryan Regez · Schweiz               | Ryan Regez · Schweiz      | Tobias Müller · Tyskland  | Tobias Müller · Tyskland | Ryo Sugai · Japan        | Ryo Sugai · Japan        |
| Parallellpuckelpist | Mikaël Kingsbury · Kanada          | Mikaël Kingsbury · Kanada | Ikuma Horishima · Japan   | Ikuma Horishima · Japan  | Matt Graham · Australien | Matt Graham · Australien |
| Hopp                | Noé Roth · Schweiz                 | 143,31                    | Quinn Dehlinger · USA     | 123,53                   | Pirmin Werner · Schweiz  | 107,12                   |
| Puckelpist          | Ikuma Horishima · Japan            | 89,03                     | Mikaël Kingsbury · Kanada | 82,68                    | Jung Dae-yoon · Sydkorea | 81,76                    |
| Slopestyle          | Birk Ruud · Norge                  | 89,10                     | Mac Forehand · USA        | 85,53                    | Alex Hall · USA          | 84,72                    |
| Halfpipe            | Finley Melville Ives · Nya Zeeland | 96,00                     | Nick Goepper · USA        | 94,00                    | Alex Ferreira · USA      | 92,50                    |
| Big air             | Luca Harrington · Nya Zeeland      | 192,00                    | Elias Syrjä · Finland     | 184,25                   | Birk Ruud · Norge        | 183,00                   |

### Damer
| Gren                | Guld                        | Guld                  | Silver                   | Silver                   | Brons                           | Brons                           |
| Skicross            | Fanny Smith · Schweiz       | Fanny Smith · Schweiz | Courtney Hoffos · Kanada | Courtney Hoffos · Kanada | Daniela Maier · Tyskland        | Daniela Maier · Tyskland        |
| Parallellpuckelpist | Jaelin Kauf · USA           | Jaelin Kauf · USA     | Tess Johnson · USA       | Tess Johnson · USA       | Anastassiya Gorodko · Kazakstan | Anastassiya Gorodko · Kazakstan |
| Hopp                | Kaila Kuhn · USA            | 105,13                | Xu Mengtao · Kina        | 99,16                    | Danielle Scott · Australien     | 96,93                           |
| Puckelpist          | Perrine Laffont · Frankrike | 77,92                 | Hinako Tomitaka · Japan  | 75,15                    | Maia Schwinghammer · Kanada     | 74,92                           |
| Slopestyle          | Mathilde Gremaud · Schweiz  | 85,65                 | Lara Wolf · Österrike    | 73,33                    | Megan Oldham · Kanada           | 70,63                           |
| Halfpipe            | Zoe Atkin · Storbritannien  | 93,50                 | Li Fanghui · Kina        | 93,00                    | Cassie Sharpe · Kanada          | 88,00                           |
| Big air             | Flora Tabanelli · Italien   | 176,75                | Sarah Höfflin · Schweiz  | 170,75                   | Anni Kärävä · Finland           | 167,75                          |

### Mixed
| Gren          | Guld                                              | Guld                           | Silver                                                       | Silver                                             | Brons                                        | Brons                            |
| Hopp, lag     | USA Kaila Kuhn Quinn Dehlinger Christopher Lillis | 344,63                         | Ukraina Anhelina Brykina Oleksandr Okipnjuk Dmytro Kotovskyj | 312,35                                             | Schweiz Lina Kozomara Noé Roth Pirmin Werner | 281,43                           |
| Skicross, lag | Schweiz Ryan Regez Fanny Smith                    | Schweiz Ryan Regez Fanny Smith | Frankrike Melvin Tchiknavorian Jade Grillet Aubert           | Frankrike Melvin Tchiknavorian Jade Grillet Aubert | Italien Yanick Gunsch Jole Galli             | Italien Yanick Gunsch Jole Galli |

## Snowboard

### Herrar
| Gren                | Guld                         | Guld                         | Silver                       | Silver                       | Brons                           | Brons                           |
| Parallellstorslalom | Roland Fischnaller · Italien | Roland Fischnaller · Italien | Stefan Baumeister · Tyskland | Stefan Baumeister · Tyskland | Lee Sang-ho · Sydkorea          | Lee Sang-ho · Sydkorea          |
| Parallellslalom     | Tervel Zamfirov · Bulgarien  | Tervel Zamfirov · Bulgarien  | Arvid Auner · Österrike      | Arvid Auner · Österrike      | Aaron March · Italien           | Aaron March · Italien           |
| Snowboardcross      | Éliot Grondin · Kanada       | Éliot Grondin · Kanada       | Loan Bozzolo · Frankrike     | Loan Bozzolo · Frankrike     | Alessandro Hämmerle · Österrike | Alessandro Hämmerle · Österrike |
| Slopestyle          | Liam Brearley · Kanada       | 90,15                        | Su Yiming · Kina             | 85,07                        | Oliver Martin · USA             | 78,98                           |
| Halfpipe            | Scotty James · Australien    | 95,00                        | Ruka Hirano · Japan          | 92,25                        | Yūto Totsuka · Japan            | 92,00                           |
| Big air             | Ryoma Kimata · Japan         | 176,75                       | Taiga Hasegawa · Japan       | 174,50                       | Oliver Martin · USA             | 171,75                          |

### Damer
| Gren                | Guld                               | Guld                     | Silver                            | Silver                            | Brons                                       | Brons                                       |
| Parallellstorslalom | Ester Ledecká · Tjeckien           | Ester Ledecká · Tjeckien | Tsubaki Miki · Japan              | Tsubaki Miki · Japan              | Aleksandra Król-Walas · Polen               | Aleksandra Król-Walas · Polen               |
| Parallellslalom     | Tsubaki Miki · Japan               | Tsubaki Miki · Japan     | Ester Ledecká · Tjeckien          | Ester Ledecká · Tjeckien          | Michelle Dekker · Nederländerna             | Michelle Dekker · Nederländerna             |
| Snowboardcross      | Michela Moioli · Italien           | Michela Moioli · Italien | Charlotte Bankes · Storbritannien | Charlotte Bankes · Storbritannien | Julia Pereira de Sousa Mabileau · Frankrike | Julia Pereira de Sousa Mabileau · Frankrike |
| Slopestyle          | Zoi Sadowski-Synnott · Nya Zeeland | 90,15                    | Kokomo Murase · Japan             | 87,02                             | Reira Iwabuchi · Japan                      | 83,55                                       |
| Halfpipe            | Chloe Kim · USA                    | 93,50                    | Sara Shimizu · Japan              | 90,75                             | Mitsuki Ono · Japan                         | 88,50                                       |
| Big air             | Kokomo Murase · Japan              | 162,50                   | Reira Iwabuchi · Japan            | 156,00                            | Mari Fukada · Japan                         | 153,25                                      |

### Mixed
| Gren                 | Guld                                                   | Silver                                 | Brons                                     |
| Parallellslalom, lag | Italien Maurizio Bormolini Elisa Caffont               | Italien Gabriel Messner Jasmin Coratti | Österrike Andreas Prommegger Sabine Payer |
| Snowboardcross, lag  | Frankrike Loan Bozzolo Julia Pereira de Sousa Mabileau | Australien Cameron Bolton Mia Clift    | Schweiz Valerio Jud Sina Siegenthaler     |

## Medaljtabell
*   Värdland ( Schweiz)
| Nr                   | Nation               | Guld | Silver | Brons | Totalt |
| -------------------- | -------------------- | ---- | ------ | ----- | ------ |
| 1                    | Schweiz*             | 5    | 1      | 3     | 9      |
| 2                    | Japan                | 4    | 8      | 5     | 17     |
| 3                    | USA                  | 4    | 4      | 4     | 12     |
| 4                    | Italien              | 4    | 1      | 2     | 7      |
| 5                    | Kanada               | 3    | 2      | 3     | 8      |
| 6                    | Nya Zeeland          | 3    | 0      | 0     | 3      |
| 7                    | Frankrike            | 2    | 2      | 1     | 5      |
| 8                    | Australien           | 1    | 1      | 2     | 4      |
| 9                    | Storbritannien       | 1    | 1      | 0     | 2      |
| 9                    | Tjeckien             | 1    | 1      | 0     | 2      |
| 11                   | Norge                | 1    | 0      | 1     | 2      |
| 12                   | Bulgarien            | 1    | 0      | 0     | 1      |
| 13                   | Kina                 | 0    | 3      | 0     | 3      |
| 14                   | Österrike            | 0    | 2      | 2     | 4      |
| 15                   | Tyskland             | 0    | 2      | 1     | 3      |
| 16                   | Finland              | 0    | 1      | 1     | 2      |
| 17                   | Ukraina              | 0    | 1      | 0     | 1      |
| 18                   | Sydkorea             | 0    | 0      | 2     | 2      |
| 19                   | Kazakstan            | 0    | 0      | 1     | 1      |
| 19                   | Nederländerna        | 0    | 0      | 1     | 1      |
| 19                   | Polen                | 0    | 0      | 1     | 1      |
| Totalt (21 nationer) | Totalt (21 nationer) | 30   | 30     | 30    | 90     |